# Agencia Nacional de Inteligencia
L'Agència Nacional d'Intel·ligència (conegut també per l'acrònim ANI) és l'organisme públic Xile no creat l'any 2004 per tal de coordinar i assessorar el President de la República en matèria d'intel·ligència. Depèn administrativament del Ministeri de l'Interior. El seu director és Gonzalo Yuseff.

## Antecedents
La història dels serveis d'intel·ligència xilens s'originen al començament del segle xix, quan es crea un Servei Secret Militar, destinat a realitzar operacions especials. La seva més destacada tasca es va concentrar durant la Guerra del Pacífic, on es van efectuar diverses missions reeixides. La professionalització va arribar amb la reestructuració prussiana de l'Exèrcit, quan es va crear la Direcció d'Intel·ligència de l'Exèrcit o Dine. Paral·lelament, l'armada i la força aèria van crear els seus propis serveis (Intel·ligència Naval i el Servei d'Intel·ligència de la Força Aèria).
Durant el règim militar d'Augusto Pinochet es va crear una policia secreta, dirigida especialment a combatre els partits i moviments d'esquerra (Partit Socialista, Comunista i el Moviment d'Esquerra Revolucionària (MIR): la Direcció d'Intel·ligència Nacional (DINA). El seu primer director va ser Manuel Contreras. Aquesta institució va ser dissolta per crear en el seu reemplaçament la Central Nacional d'Informacions (CNI), que va exercir les mateixes tasques que la DINA. Van ser dissoltes a les acaballes del règim militar.

## Organització i tasques
L'ANI va ser creada per la Llei Nº 19.974 del 2004, que estableix les seves funcions, les normes aplicables i el secret i reserva amb el qual actua. La seva màxima autoritat és el Director, càrrec de l'exclusiva confiança del president. L'agència, segons la normativa vigent el 2006, compta amb una planta aproximada de 125 persones. És la continuadora legal de la Direcció de Seguretat Pública i Informacions (anomenada popularment com L'Oficina) creada el 1993. La seva tasca principal és fer intel·ligència político-estratègica, ja que dins de l'anomenat Sistema d'Intel·ligència de l'Estat de Xile, compleixen la tasca d'intel·ligència militar les direccions d'Intel·ligència de les Forces Armades de Xile i la intel·ligència policial les direccions o caps d'Intel·ligència de les Policies (Carrabiners i Investigacions).
L'antic organisme coordinador (la Direcció d'Intel·ligència de Defensa de l'Estat Major de la Defensa Nacional) va quedar també com a organisme col·laborador de les institucions armades.

## Atemptat
El 28 de gener del 2006 va ser detonada una bomba a l'entrada de les oficines de l'ANI a carrer Tenderini de la ciutat de Santiago. L'esdeveniment, que va deixar a un funcionari de neteja municipal ferit, va ser reivindicat per les desconegudes i autodenominades Forces Autònomes i destructives Lleó Czolgosz.